# Risto Rosendahl
Risto Paavo Ilmari Rosendahl (* 23. November 1979 in Harjavalta) ist ein ehemaliger finnischer Eisschnellläufer.

## Werdegang
Rosendahl, der für den Harjavallan Työväen Urheilijat startete, wurde siebenmal finnischer Juniorenmeister und kam bei den Juniorenweltmeisterschaften 1997 in Butte auf den 28. Platz im Kleinen Vierkampf sowie bei den Juniorenweltmeisterschaften 1998 in Roseville auf den 25. Rang im Kleinen Vierkampf. In der Saison 1998/99 nahm er in Hamar erstmals am Eisschnelllauf-Weltcup teil, wobei er den 47. Platz über 1500 m errang und lief bei den Mehrkampfeuropameisterschaft 1999 in Heerenveen auf den 20. Platz im Großen Vierkampf. Zudem wurde er bei den Juniorenweltmeisterschaften 1999 in Geithus Elfter im Kleinen Vierkampf. In den folgenden Jahren errang er bei der Sprintweltmeisterschaft 2000 in Seoul den 29. Platz im Sprint-Mehrkampf und bei der Sprintweltmeisterschaft 2001 in Inzell den 34. Platz im Sprint-Mehrkampf. In der Saison 2001/02 belegte er bei der Mehrkampfeuropameisterschaft 2002 in Erfurt den 24. Platz im Großen Vierkampf und bei den Olympischen Winterspielen 2002 in Salt Lake City den 33. Platz über 1000 m sowie den 32. Rang über 1500 m. Bei den Einzelstreckenweltmeisterschaften im folgenden Jahr in Berlin kam er auf den 21. Platz über 1500 m. 
In der Saison 2003/04 erreichte Rosendahl in Heerenveen mit dem siebten Platz über 1500 m sein bestes Ergebnis im Weltcup und lief bei der Mehrkampfeuropameisterschaft 2004 in Heerenveen auf den 18. Platz im Großen Vierkampf. Beim Saisonhöhepunkt, den Einzelstreckenweltmeisterschaften 2004 in Seoul, belegte er den 17. Platz über 1500 m und den 13. Rang über 1000 m. In der folgenden Saison wiederholte er in Heerenveen mit dem siebten Platz sein bestes Ergebnis im Weltcup und kam bei der Sprintweltmeisterschaft 2005 in Salt Lake City auf den 17. Platz im Sprint-Mehrkampf sowie bei den Einzelstreckenweltmeisterschaften 2005 in Inzell auf den 12. Platz über 1000 m und auf den vierten Rang über 1500 m. In den folgenden Jahren belegte er bei den Olympischen Winterspielen 2006 in Turin den 37. Platz über 1000 m sowie den 24. Rang über 1500 m und bei den Einzelstreckenweltmeisterschaften 2007 in Salt Lake City den 16. Platz über 1000 m sowie den zehnten Rang über 1500 m. In der Saison 2007/08 absolvierte er in Inzell seine letzten Rennen im Weltcup, welche er in der B-Gruppe auf dem Plätzen acht und vier über 1000 m beendete und errang bei den Einzelstreckenweltmeisterschaften 2008 in Nagano den 19. Platz über 1500 m.
Rosendahl wurde viermal finnischer Meister über 1500 m (1999, 2005, 2006, 2008), zweimal über 1000 m (1999, 2001) und jeweils einmal im Großen Vierkampf (1999) sowie im Sprint-Mehrkampf (2000).

## Erfolge

### Olympische Spiele
- 2002 Salt Lake City: 32. Platz 1500 m, 33. Platz 1000 m
- 2006 Turin: 24. Platz 1500 m, 37. Platz 1000 m

### Einzelstrecken-Weltmeisterschaften
- 2003 Berlin: 21. Platz 1500 m
- 2004 Seoul: 13. Platz 1000 m, 17. Platz 1500 m
- 2005 Inzell: 4. Platz 1500 m, 12. Platz 1000 m
- 2007 Salt Lake City: 10. Platz 1500 m, 16. Platz 1000 m
- 2008 Nagano: 19. Platz 1500 m

### Sprint-Weltmeisterschaften
- 2000 Seoul: 29. Platz Sprint-Mehrkampf
- 2001 Inzell: 34. Platz Sprint-Mehrkampf
- 2005 Salt Lake City: 17. Platz Sprint-Mehrkampf

### Europameisterschaften
- 1999 Heerenveen: 20. Platz Großer Vierkampf
- 2002 Erfurt: 24. Platz Großer Vierkampf
- 2004 Heerenveen: 18. Platz Großer Vierkampf

## Persönliche Bestzeiten
| Disziplin | Zeit         | Datum            | Ort            |
| --------- | ------------ | ---------------- | -------------- |
| 500 m     | 35,58 s      | 22. Januar 2005  | Salt Lake City |
| 1000 m    | 1:08,84 min  | 22. Januar 2005  | Salt Lake City |
| 1500 m    | 1:45,46 min  | 11. März 2007    | Salt Lake City |
| 3000 m    | 3:53,32 min  | 15. März 2001    | Calgary        |
| 5000 m    | 6:53,79 min  | 27. Oktober 2000 | Calgary        |
| 10000 m   | 14:51,39 min | 6. Oktober 2001  | Calgary        |